# Flixborough
Flixborough – wieś w Anglii, w hrabstwie ceremonialnym Lincolnshire, w dystrykcie (unitary authority) North Lincolnshire. Leży 45 km na północ od Lincoln i 238 km na północ od Londynu.
Miejscowość liczy 1386 mieszkańców.